# Différenciation sociale
La différenciation sociale est un processus par lequel un individu ou un groupe social se distingue des autres individus ou groupes sociaux. La différenciation sociale est un marqueur identitaire. Il s'agit d'un concept de sociologie. 

## Concept
Les individus ont tendance à accentuer les ressemblances entre les membres de leur propre groupe et les différences par rapport aux membres des autres groupes ou catégories. Ils produisent ainsi une discrimination en faveur, généralement, de leur propre groupe d'appartenance. 
Des processus de différenciation sociale sont observés par la sociologie dès l'enfance. La différenciation sociale peut être basée sur le sexe, l'ethnie, l'âge, etc. Le prestige peut être utilisé à des fins de différenciation sociale, car il sert notamment à marquer une supériorité sociale.
En sociologie historique, la différenciation sociale est souvent analysée comme une conséquence des progrès techniques et de la diversification des tâches qui en résulte, dont la division du travail. Norbert Elias remarque ainsi, dans La Société des individus, que la différenciation sociale a été l'une des conséquences de l'allongement des chaînes de dépendance entre les individus.